# Ivan Žagar
Ivan Žagar (ur. 12 stycznia 1962 w Mariborze) – słoweński polityk, od 2010 roku żupan gminy Slovenska Bistrica.
Był żupanem Slovenskiej Birstricy również w latach 1994–2004. Od 2004 roku był ministrem ds. samorządu terytorialnego i polityki regionalnej (minister bez teki).

## Życiorys
Ukończył technikum. Od 1981 do 1986 roku studiował na wydziale technicznym Uniwersytetu Mariborskiego. W 1968 roku rozpoczął pracę na wydziale mechanicznym tegoż uniwersytetu. W 1988 roku otrzymał stanowisko asystenta na uniwersytecie. W 1989 roku uzyskał stopień magistra. W 1992 roku obronił doktorat, a także został adiunktem na kierunku inżynieria systemów procesowych, urządzenia w przemyśle przetwórczym na Wydziale Nauk Technicznych. Dokształcał się w Paul Scherrer Institute w Szwajcarii oraz w Wessex Institute of Technology w Wielkiej Brytanii.

## Kariera polityczna
W 1994 roku został wybrany na żupana Slovenskiej Birstricy. W 2003 roku został członkiem zarządu Słoweńskiej Partii Ludowej. Stanowisko żupana pełnił do 2004 roku, kiedy to 16 grudnia, przed Zgromadzeniem Państwowym Słowenii, został zaprzysiężony na stanowisku ministra ds. samorządu terytorialnego i polityki regionalnej. Stanowisko to pełnił do 21 listopada 2008 roku. W wyborach samorządowych w 2010 roku ponownie został żupanem Slovenskiej Bistricy. Reelekcję uzyskał w 2014 oraz w 2018 roku. W wyborach w 2018 roku uzyskał 71,49% oddanych głosów.
Od 10 czerwca 2011 roku jest członkiem Europejskiego Komitetu Regionów, w ramach którego zasiada w Komisji Polityki Spójności Terytorialnej i Budżetu UE (COTER) oraz w Komisji Środowiska, Zmiany Klimatu i Energii (ENVE). Jest także szefem delegacji Słowenii w KR.
W latach 2012–2014 był prezesem Stowarzyszenia Gmin Słowenii.